# Мёрфи, Лоренс
Лоренс Густав Мёрфи (англ. Lawrence Gustave Murphy; 1831, Уэксфорд, Ленстер — 20 октября 1878, Санта-Фе) — американский бизнесмен ирландского происхождения; ветеран армии Союза; член Великой армии Республики; член Республиканской партии США; одна из ключевых фигур Войны в округе Линкольн.

## Служба в армии

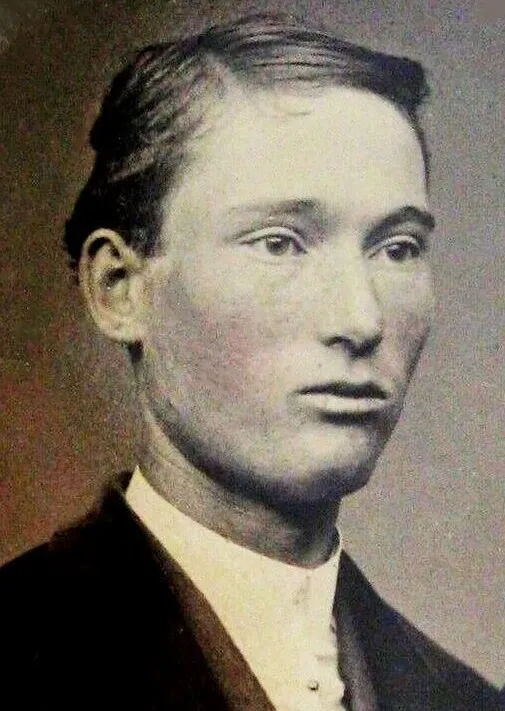
Лоренс Густав Мёрфи в молодости, ок. 1850

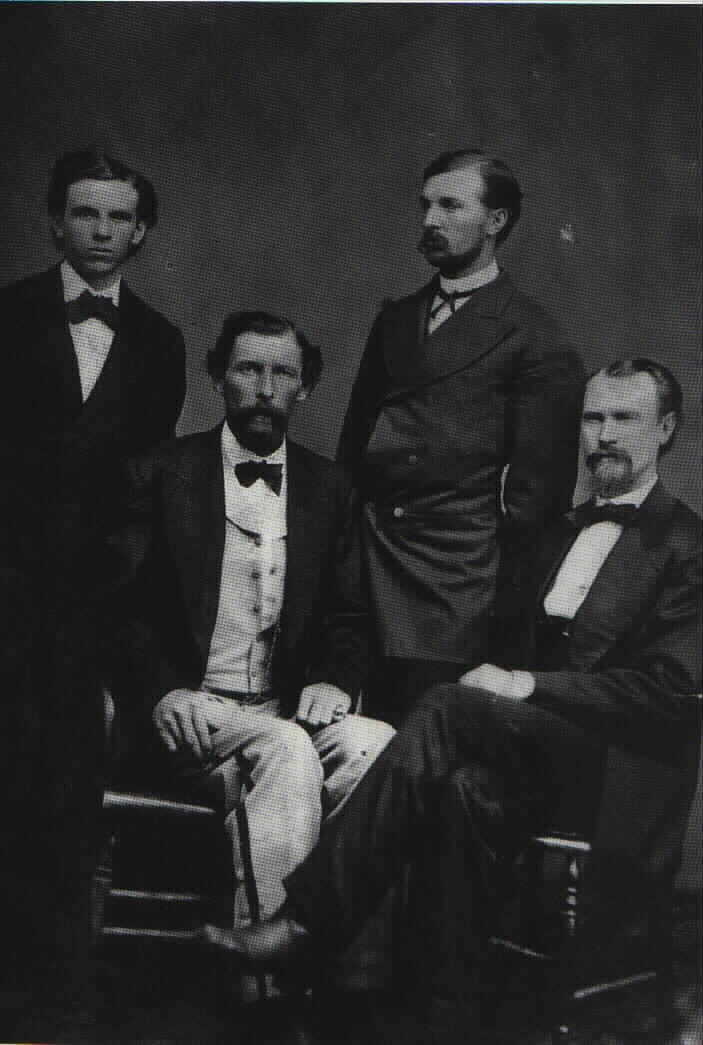
Фотография сделана в канун Рождества в форте Стэнтон в 1871 году. Слева направо: Дж. Дж. Долан, Э. Фриц, У. У. Мартин и Л. Г. Мёрфи

Лоуренс Гюстав Мерфи родился в графстве Уэксфорд, Ирландия, в 1831 году и в молодости переехал в Соединённые Штаты Америки. В 1851 году поступил на службу в армию Соединённых Штатов, прослужил до 1855 года, был уволен в запас, но в 1856-м повторно завербовался на военную службу. Служил в Нью-Мексико, Техасе, Флориде и Юте в 1-м пехотном полку Нью-Мексико, в 1-м кавалерийском полку Нью-Мексико и в 5-м пехотном полку США. В составе 5-го пехотного полка принимал участие в Третьей семинольской войне в начале 1857 года, а также в экспедиции в Юту в 1857—1858 годах. Был уволен из регулярной армии в форте Фаунтлерой, Территория Нью-Мексико, 26 апреля 1861 года в звании сержанта. После демобилизации отправился в Санта-Фе, Территория Нью-Мексико, и снова завербовался на службу в армию Союза. За время Гражданской войны дослужился до звания майора, однако почти не участвовал в боях.

## Предпринимательская деятельность
В 1866 году в форте Стэнтон присоединился к Великой армии Республики, которая объединила ветеранов армии Союза в качестве помощников Республиканской партии США в деле Реконструкции Юга. В это время Мёрфи установил дружеские отношения со многими видными членами Великой армии, в том числе вступил в партнёрские отношения с немецким иммигрантом Эмилем Фрицем, основав компанию LG Murphy & Co. Благодаря связям Мерфи партнёры получили несколько выгодных военных контрактов на поставку говядины, овощей и других товаров в резервацию апачей. Они также начали продавать и сдавать в аренду участки земли в Нью-Мексико, которыми не владели, ничего не подозревающим фермерам. Это, однако, было обычной практикой в то время: в Санта-Фе, столице Территории Нью-Мексико, «специализированная юридическая профессия выросла вокруг манипуляций с правами собственности на старые испанские и мексиканские земельные гранты».
В конце концов Мёрфи переехал в округ Линкольн и в 1869 году был назначен окружным судьей по наследству в одноимённой столице округа — городе Линкольне. В 1869 году Мёрфи нанял в качестве клерка Джеймса Долана, ирландского иммигранта-католика из Лохрей, графство Голуэй. К 1874 году, после того, как у Фрица было обнаружено заболевание почек, и он вышел из бизнеса, продав свою долю Мёрфи, новым партнёром Мёрфи стал Долан. Вместе они продолжили вести крайне прибыльную коммерческую и банковскую деятельность, перенеся компанию из форта Стэнтон в Линкольн. Их бизнес процветал в основном из-за отсутствия конкуренции, что позволяло партнёрам занижать цены закупок и завышать цены на свои товары. К тому же Мёрфи пользовался поддержкой альянса коррумпированных членов Республиканской партии, известного как Кольцо Санта-Фе. Мёрфи также обладал значительной властью над местными правоохранительными органами, поскольку шериф округа Линкольн Уильям Брейди жил на ранчо, которое купил на деньги, взятые взаймы в банке Мёрфи и Долана. В ноябре 1876 года Долан и Мёрфи обрели ещё одного партнёра — Джона Х. Райли.

## Война в округе Линкольн
В ноябре 1876 года англичанин Джон Генри Танстелл прибыл в округ Линкольн, с целью начать новый бизнес при поддержке молодого юриста Александра Максуина и влиятельного скотовода Джона Чизума. Мёрфи и Долан попытались выдавить его из дела, используя абсолютно рэкетирские методы: с помощью угроз и насилия. Компания Мёрфи и Долана наняла в качестве боевиков банду Джесси Эванса и отряд фермеров, известный как «Воины семи рек», приказав им нападать на скот и пастбища Танстелла. Джон Танстелл нанял для охраны своего скота ковбоев, одним из которых был Билли Кид. Помимо экономических разногласий, фракции были разделены по этническому и религиозному признаку: люди Мёрфи были в основном католиками-ирландцами, а Танстелл и его союзники — английскими протестантами.
Противостояние привело к тому, что 18 февраля 1878 года Джон Танстелл был убит бандой Эванса, подосланной шерифом Брейди. Это преступление развязало Войну в округе Линкольн, ставшую самым кровавым гражданским конфликтом на Диком Западе. Многие жители округа были вовлечены в войну, поддерживая ту или иную из враждующих сторон, и история соперничества между Танстеллом и Мёрфи была лишь её частью. Кульминацией конфликта стала Битва за Линкольн (15-19 июля 1878 года). Одним из следствий этой войны также явилось создание банды Билли Кида. И хотя официально боевые действия между враждующими группами были прекращены в начале 1879-го, их отголоски звучали в округе ещё до 1881 года.
В художественных произведениях, описывающих Войну в округе Линкольн, часто главенствующую роль в руководстве фракцией Мёрфи — Долан — Райли в период боевых действий отводят именно Лоренсу Мёрфи, однако это неверно: в марте 1877 года у него был диагностирован рак кишечника, и с этого времени Мёрфи постепенно самоустранялся от ведения дел. 20 апреля 1877 года он продал свою долю (вместе с крупными долгами) Долану и Райли, после чего название компании было изменено на Jas. J. Dolan & Co. 10 мая 1878 года Лоренс Мёрфи навсегда покинул округ Линкольн, отправившись на лечение в Санта-Фе.

## Смерть
Лоуренс Мёрфи умер от рака в Санта-Фе 20 октября 1878 года и был похоронен на старом масонском кладбище Одфеллоуз. Позже его останки были перенесены на Национальное кладбище Санта-Фе.

## Образ в культуре
- В фильме «Чизум[англ.]» (1970) роль Лоренса Мёрфи сыграл Форрест Такер[14]. Сюжет фильма очень вольно трактует исторические события[15][16][17][18].
- В фильме 1988 года «Молодые стрелки» роль Мёрфи исполняет Джек Пэланс[19]. По сюжету фильма Билли Кид, прорываясь из окружения во время Битвы за Линкольн, убивает Мёрфи, что также не соответствует реальной истории[20][21].
- В сериале «Билли Кид» (2022 — …) его роль сыграл Винсент Уэлш[22].